# NGC 1559
NGC 1559是一個位於网罟座的棒旋星系。該星系同時也是西佛星系。雖然NGC 1559起初被認為是劍魚座星系團的成員星系，稍後的觀測結果卻顯示它並不屬於任一星系團或星系群，甚至沒有臨近伴星系存在。NGC 1559有巨大的螺旋臂結構，以及高恆星形成率。該星系有一個接近東西走向，在天球上橫跨40角秒的小型棒狀結構。它的棒狀結構與盤面是極為強烈的無線電波發射源。
2005年，天文學家在NGC 1559內發現Ia超新星SN 2005df。該星系內還曾經發現2顆超新星SN 1984J和SN 1986L。而這三顆超新星都是由澳大利亞業餘天文學家羅伯特·埃文斯發現。

## 圖集

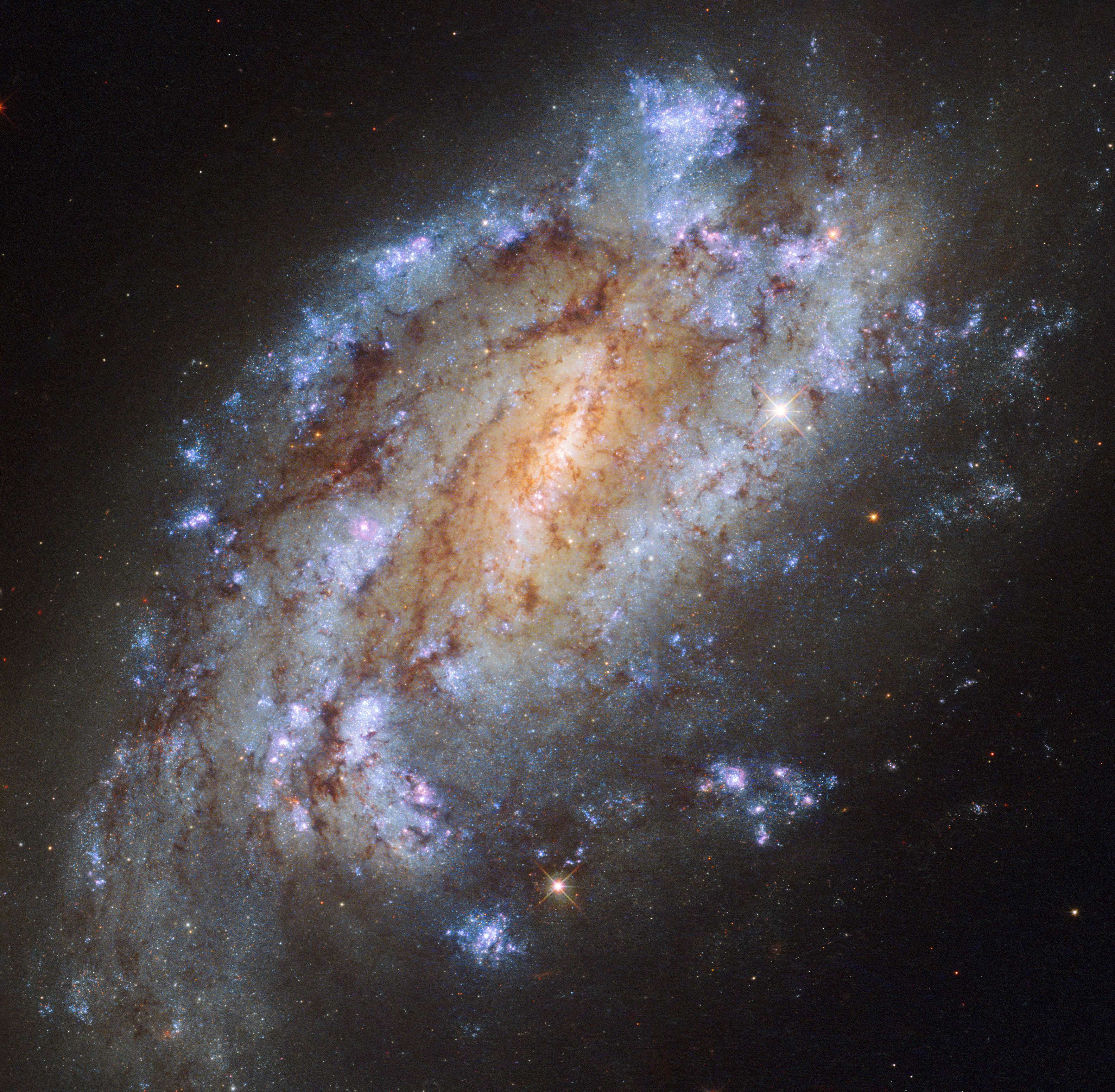
NGC 1559有巨大的螺旋臂結構，並且星系內部到處是恆星形成區域[6]。
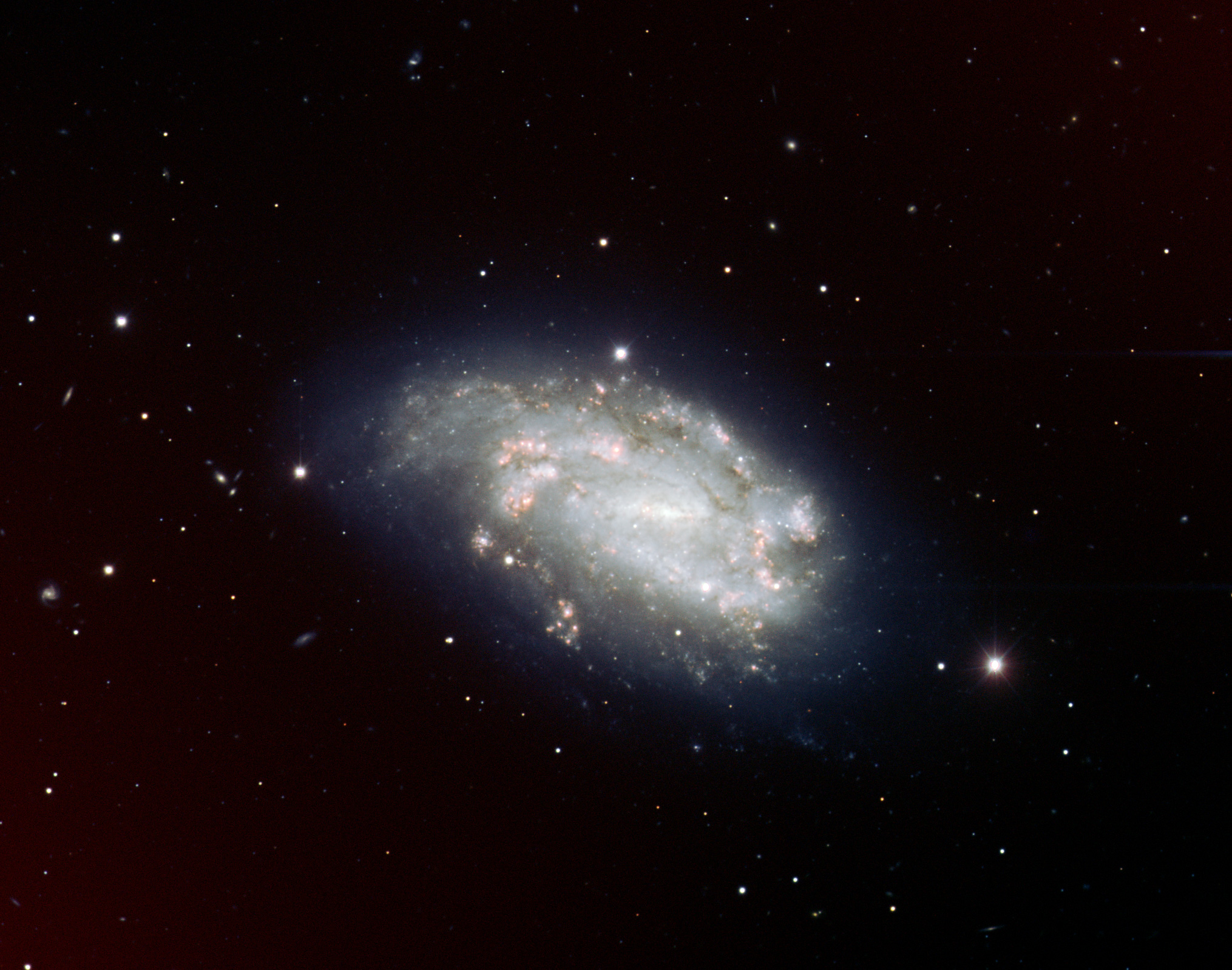
歐洲南方天文台甚大望远镜的第一低色散減焦攝譜儀（Focal Reducer and Low Dispersion Spectrograph 1，FORES1）拍攝的NGC 1559。超新星SN 2005df在該星系正上方可見。

## 外部連結
- WikiSky上关于NGC 1559的内容：DSS2, SDSS, GALEX, IRAS, 氢α, X射线, 天文照片, 天图, 文章和图片